# ميغيل انخل سيفوينتيس
ميغيل انخل سيفوينتيس (5 أكتوبر 1990 بأليكانتي في إسبانيا - ) (بالإسبانية: Miguel Ángel Garrido Cifuentes)‏ هو لاعب كرة قدم إسباني في مركز الدفاع. لعب مع نادي أوريويلا ونادي إلتشي ونادي جيرونا ونادي مالقا وTorrellano Illice CF ‏.

## وصلات خارجية
- ميغيل انخل سيفوينتيس على موقع قاعدة بيانات كرة القدم.إي يو (الإنجليزية)
- ميغيل انخل سيفوينتيس على موقع Soccerbase.com (لاعب) (الإنجليزية)
- ميغيل انخل سيفوينتيس على موقع Soccerway.com (الإنجليزية)
- ميغيل انخل سيفوينتيس على موقع AS.com (الإسبانية)